# 她愛上了我的謊
《她愛上了我的謊》（日语：カノジョは嘘を愛しすぎてる）是日本漫畫家青木琴美的少女漫畫作品，由《Cheese!》2009年5月號起開始連載。曾獲得第59屆小學館漫畫賞（少女向部門）。改編電影於2013年12月在日本上映，由佐藤健主演，女主角為大原櫻子。2017年3月韓國tvN播出改編成電視劇的《她愛上了我的謊》，由李玹雨、朴秀英主演。

## 登場角色
小笠原秋
動畫版配音：鳥海浩輔 / 電影版演員：佐藤健（幼年時代：河相龍跳）
「CRUDE PLAY」原始成員，作曲家兼貝斯手，退團後仍幕後作曲。
小枝理子
動畫版配音：五十嵐裕美 / 電影版演員：大原櫻子
「MUSH&Co.」主唱兼吉他手。

### MUSH&Co.
君嶋 祐一（きみじま ゆういち）
動畫版配音：逢坂良太 / 電影版演員：吉沢亮
樂團電吉他手。
山崎 蒼太（やまざき そうた）
動畫版配音：坂巻学 / 電影版演員： 森永悠希
樂團木鼓手，亦會吉他、作詞。

### CRUDE PLAY
坂口瞬
動畫版配音：宮田幸季 / 電影版演員：三浦翔平
主唱兼吉他手。
篠原心也
動畫版配音：白井悠介 / 電影版演員：窪田正孝
秋退團後替代他的貝斯手。
大野 薫（おおの かおる）
動畫版配音：小野雄哉 / 電影版演員：水田航生
吉他手。
矢崎哲平（やざき てっぺい）
動畫版配音：酒井廣大 / 電影版演員：浅香航大
鼓手。

### 其他
寺田 玲香（てらだ れいか）
與「MUSH&Co.」等人同高中的同級生。想接近心也而利用蒼太，嫉妒理子。

#### 音樂關係者
茉莉（まり）
動畫版配音：笹本菜津枝 / 電影版演員：相武紗季
歌手。本名・番場茉莉子。
高樹 総一郎（たかぎ そういちろう）
動畫版配音：山本兼平 / 電影版演員：反町隆史
音樂製作人。發掘「MUSH&Co.」。
長浜 美和子（ながはま みわこ）
電影版演員：谷村美月
「HEARST RECORDS」社員。與「CRUDE PLAY」原始成員同高中的同級生。負責「MUSH&Co.」。

## 出版書籍
| 卷數      | 小學館         | 小學館                 | 長鴻出版社     | 長鴻出版社         |
| 卷數      | 發售日期       | ISBN                   | 發售日期       | ISBN               |
| --------- | -------------- | ---------------------- | -------------- | ------------------ |
| 1ST song  | 2009年9月30日  | ISBN 978-4-09-132667-6 | 2010年4月21日  | ISBN 9789865395155 |
| 2ND song  | 2009年9月30日  | ISBN 978-4-09-132668-3 | 2010年7月29日  | ISBN 9789865395179 |
| 3RD song  | 2010年3月3日   | ISBN 978-4-09-132750-5 | 2010年11月4日  | ISBN 9789865395186 |
| 4TH song  | 2010年7月31日  | ISBN 978-4-09-133266-0 | 2011年3月22日  | ISBN 9789865395193 |
| 5TH song  | 2010年12月29日 | ISBN 978-4-09-133556-2 | 2011年7月18日  | ISBN 9789865395209 |
| 6TH song  | 2011年6月20日  | ISBN 978-4-09-133864-8 | 2011年10月8日  | ISBN 9789865395216 |
| 7TH song  | 2011年11月30日 | ISBN 978-4-09-134073-3 | 2012年3月31日  | ISBN 9789865395223 |
| 8TH song  | 2012年2月29日  | ISBN 978-4-09-134378-9 | 2012年8月17日  | ISBN 9789865395230 |
| 9TH song  | 2012年7月31日  | ISBN 978-4-09-134444-1 | 2012年12月12日 | ISBN 9789865395247 |
| 10TH song | 2012年12月31日 | ISBN 978-4-09-134824-1 | 2013年5月29日  | ISBN 9789865395261 |
| 11TH song | 2013年3月31日  | ISBN 978-4-09-135305-4 | 2013年12月4日  | ISBN 9789865395278 |
| 12TH song | 2013年8月31日  | ISBN 978-4-09-135518-8 | 2014年2月10日  | ISBN 9789865395285 |
| 13TH song | 2013年12月1日  | ISBN 978-4-09-135677-2 | 2014年7月15日  | ISBN 9789865395292 |
| 14TH song | 2014年5月31日  | ISBN 978-4-09-135865-3 | 2015年11月7日  | ISBN 9789865395308 |
| 15TH song | 2014年10月29日 | ISBN 978-4-09-136347-3 | 2016年7月13日  | ISBN 9789865395322 |
| 16TH song | 2015年3月26日  | ISBN 978-4-09-137009-9 | 2016年9月8日   | ISBN 9789865395339 |
| 17TH song | 2015年7月29日  | ISBN 978-4-09-137708-1 | 2016年11月17日 | ISBN 9789865395346 |
| 18TH song | 2015年12月30日 | ISBN 978-4-09-138045-6 | 2017年1月24日  | ISBN 9789865395353 |
| 19TH song | 2016年5月1日   | ISBN 978-4-09-138447-8 | 2017年5月25日  | ISBN 9789865395377 |
| 20TH song | 2016年8月31日  | ISBN 978-4-09-138575-8 | 2017年12月27日 | ISBN 9789865395384 |
| 21ST song | 2016年12月31日 | ISBN 978-4-09-138788-2 | 2018年7月4日   | ISBN 9789865395391 |
| 22ND song | 2017年5月1日   | ISBN 978-4-09-139173-5 | 2018年8月29日  | ISBN 9789865395414 |

### 番外篇
作品連載期間亦揭載番外故事。
| 原文標題                                             | 連載雜誌月號                 | 收錄單行本 | 備註                                                                                    |
| ---------------------------------------------------- | ---------------------------- | ---------- | --------------------------------------------------------------------------------------- |
| カノジョは嘘を愛しすぎてる 予告編ショートコミック    | 《Cheese!》2009年4月号       | 5TH song   |                                                                                         |
|                                                      | 《Cheese!》2009年11月号付録  | 8TH song   | 小説故事                                                                                |
| カノ嘘ショート番外編「バレンタインが羨ましい」       | 《Cheese!增刊》2010年3月号   | 4TH song   |                                                                                         |
| カノジョは嘘を愛しすぎてる-side the others-          | 《Cheese!增刊》2012年3月号   | 8TH song   | 兩篇故事「望んで馬が手に入るなら乞食でも馬に乗る」 「曲るくらいなら折れたほうがましか」 |
| カレは餃子を愛しすぎている                           | 《Cheese!》2012年9月号別冊   | 10TH song  |                                                                                         |
| キミは知らない。〜Why don't you know I love you?〜   | 《Cheese!》2013年4月号       | 11TH song  |                                                                                         |
| Kissin' Christmas それは高校時代の愚かな行いのひとつ | 《Cheese!》2013年1月号ふろく | 11TH song  |                                                                                         |
| 初めてお酒を飲んだ夜…というのは嘘だけど              | 《Cheese!》2014年2月号       | 14TH song  |                                                                                         |
| ファンの夢じゃない、自分の夢なんだ                   | 《Cheese!》2014年9月号       | 15TH song  |                                                                                         |
| ボクらの明日も。                                     | 無，單行本內容               | 16TH song  |                                                                                         |
| カノジョは嘘を愛しすぎてる-番外編-                   | 《Cheese!》2016年2月号       | 19TH song  |                                                                                         |

## 電視劇
日劇
《她愛上了我的謊》外傳，標題為《她愛上了我的謊 另一個故事 〜我和她相會的故事〜》（日语：カノジョは嘘を愛しすぎてる サイドストーリー 〜ボクとカノジョが出会う前の物語〜），2013年由富士電視台的地面電視頻道率先播出，除了第二集之外，每集長度約九到十分鐘，衛星電視頻道則播出每集十五分鐘的完全版。
| 集數   | 標題 | 主角                   | 播放時段                                              | 播放時段        |
| 集數   | 標題 | 主角                   | 地面電視CX                                            | CS富士電視台TWO |
| ------ | ---- | ---------------------- | ----------------------------------------------------- | --------------- |
| 第1話  |      | 小笠原秋（佐藤健）     | 12月10日 0:45－0:54                                   | 12月16日 8:00－ |
| 第2話  |      | 坂口瞬（三浦翔平）     | 12月11日 0:45－0:54 (前編) 12月12日 0:45－0:54 (後編) | 12月17日 8:00－ |
| 第3話  |      | 篠原心也（窪田正孝）   | 12月13日 0:45－0:54                                   | 12月18日 8:00－ |
| 第4話  |      | 長浜美和子（谷村美月） | 12月14日 1:15－1:25                                   | 12月19日 8:00－ |
| 第5話  |      | 高樹総一郎（反町隆史） | 12月17日 1:50－1:59                                   | 12月20日 8:00－ |
| 第6話  |      | 大野薫（水田航生）     | 12月18日 1:50－1:59                                   | 12月23日 8:00－ |
| 第7話  |      | 矢崎哲平（浅香航大）   | 12月19日 1:50－1:59                                   | 12月24日 8:00－ |
| 第8話  |      | 君嶋祐一（吉沢亮）     | 12月20日 2:00－2:09                                   | 12月25日 8:00－ |
| 第9話  |      | 山崎蒼太（森永悠希）   | 未放送                                                | 12月26日 8:00－ |
| 第10話 |      | 小笠原秋（佐藤健）     | 12月21日 1:15－1:25                                   | 12月27日 8:00－ |

### 製作人員
- 總監督：小泉徳宏（日语：小泉徳宏）
- 監督：真壁幸紀（日语：真壁幸紀）
- 脚本：小坂志宝
- 音樂製作：亀田誠治
- 音樂：岩崎太整
- 原作：青木琴美

韓劇
2017年3月韓國tvN播出改編成電視劇的《她愛上了我的謊》，由李玹雨、朴秀英主演。

## 外部連結
- 漫畫官方網站（日語）
- 電影官方網站（日語）